# Zehren (Arendsee)
Zehren ist ein Ortsteil der Einheitsgemeinde Stadt Arendsee (Altmark) und der Ortschaft Leppin im Altmarkkreis Salzwedel in Sachsen-Anhalt.

## Geographie
Zehren, ein Haufendorf mit Kirche, liegt fünf Kilometer östlich von Leppin und etwa neun Kilometer östlich von Arendsee (Altmark). Östlich fließt der Zehrengraben an der Priemernschen Heide, einem Kiefernwald.

## Geschichte

### Mittelalter bis 20. Jahrhundert
Die erste Erwähnung des Dorfes als nostre villam tzerne stammt aus dem Jahr 1220, als der Provisor des Hauses Werben den Verkauf an das Kloster Arendsee bekundete. Bereits 1235 ging das Dorf in einem Gütertausch mit dem Kloster an die Markgrafen Johann und Otto von Brandenburg über, wörtlich hieß es: villula, que zerne dictur. Am 21. März 1322 verkaufte Bruning von Leppin die beiden Dörfer leepyn et Cerne, also Leppin und Zehren, an das Kloster Arendsee. Weitere Nennungen sind 1344 zerne, 1608 Zerne, 1687 Zeene oder Zehrne, sowie 1804 Zehren, ein Dorf mit einem Setzschulzen.
Im Jahre 1804 grassierte in dem Dorf das Scharlachfieber in allen zehn Höfen. Bis November waren daran keine Kinder, aber fünf Erwachsene gestorben, dann ließ die Krankheit allmählich nach.
Der Überlieferung nach haben die französischen Truppen im Jahre 1807 den Ort bei der Eroberung der Altmark nicht gefunden. Zumindest ist das Dorf auf dem Königlichen Dekret aus dem Jahr beim Kanton Arendsee nicht genannt.
Am 26. April 1849 wurde das damalige Rundplatzdorf bei einem großen Dorfbrand zerstört. Von der Magdeburger-Land-Feuer-Societät wurde eine Brandentschädigung 5.750 Reichstalern gezahlt.
Bei der Bodenreform wurden 1945 ermittelt: 18 Besitzungen unter 100 Hektar hatten zusammen 194 Hektar. 1948 hatte ein Vollsiedler in Harpe über 5 Hektar Land aus der Bodenreform erhalten. Später entstand eine Landwirtschaftliche Produktionsgenossenschaft, die LPG Typ I „Heimat“, die 1972 an LPG Typ III in Leppin angeschlossen wurde.
Die schon 1551 erwähnte alte Kirche stand hinter dem Gehöft Porath und war im 20. Jahrhundert noch in den Grundmauern erhalten. Die Stelle, an der der Hochaltar stand, kennzeichnete ein Findling mit gusseisernem Kreuz. An genau dieser Stelle wurde in der zweiten Hälfte des 20. Jahrhunderts der Güllebehälter eines Kuhstalls erbaut.

### Herkunft des Ortsnamens
Heinrich Sültmann deutet die Namen carne, cerne als einen slawischen Personennamen, zu übersetzen als „Schwarz“.

### Eingemeindungen
Zehren gehörte bis 1807 zum Arendseeischen Kreis, danach bis 1813 zum Kanton Bretsch im Königreich Westphalen, ab 1816 kam es in den Kreis Osterburg, den späteren Landkreis Osterburg in der preußischen Provinz Sachsen.
Am 20. Juli 1950 wurde die Gemeinde Zehren aus dem Landkreis Osterburg in die Gemeinde Leppin eingemeindet.
Nach Eingemeindung der Gemeinde Leppin in die Stadt Arendsee (Altmark) am 1. Januar 2010 wurde der Ortsteil Zehren ein Ortsteil der Stadt Arendsee (Altmark) und kam zur neu gebildeten Ortschaft Leppin.

### Einwohnerentwicklung
| Jahr | Einwohner |
| ---- | --------- |
| 1734 | 78        |
| 1774 | 48        |
| 1789 | 57        |
| 1798 | 66        |
| 1801 | 55        |
| 1818 | 69        |
| 1840 | 87        |
| 1864 | 93        |

| Jahr | Einwohner |
| ---- | --------- |
| 1871 | 104       |
| 1885 | 112       |
| 1892 | [00]114   |
| 1895 | 099       |
| 1900 | [00]108   |
| 1905 | 107       |
| 1910 | [00]121   |
| 1925 | 120       |

| Jahr | Einwohner |
| ---- | --------- |
| 1939 | 115       |
| 1946 | 157       |
| 2011 | 049       |
| 2012 | 047       |
| 2013 | 053       |
| 2014 | 055       |
| 2015 | 055       |
| 2016 | 056       |

| Jahr | Einwohner |
| ---- | --------- |
| 2017 | 53        |
| 2020 | [00]54    |
| 2021 | [00]58    |
| 2022 | [0]54     |
| 2023 | [0]55     |

Quelle, wenn nicht angegeben, bis 1946 ab 2011 bis 2017

## Religion
Die evangelische Kirchengemeinde Zehren, die früher zur Pfarrei Neulingen bei Leppin gehörte, wird heute betreut vom Pfarrbereich Arendsee im Kirchenkreis Stendal im Bischofssprengel Magdeburg der Evangelischen Kirche in Mitteldeutschland.
Die ältesten überlieferten Kirchenbücher für Zehren stammen aus dem Jahre 1685.
Die katholischen Christen gehören zur Pfarrei St. Laurentius in Salzwedel im Dekanat Stendal im Bistum Magdeburg.

## Kultur und Sehenswürdigkeiten
- Die evangelische Dorfkirche Zehren, eine Backsteinkirche, wurde zwischen 1860 und 1870 erbaut.[16]
- Mehrere Bauernhöfe und eine Gastwirtschaft stehen unter Denkmalschutz.[4]